# Hôtel de Lévis
L'hôtel de Lévis est un ancien hôtel particulier disparu au début du XIXe siècle qui était situé 30 rue de Gramont, à l’angle du boulevard des Italiens dans le 2e arrondissement de Paris.
L’hôtel est construit en 1767 sur une partie du terrain de l’ancien hôtel de Gramont sur lequel la rue de Gramont est ouverte en 1765.
Il est le siège de l’ambassade de Russie en 1780 et la résidence du prince Paul Ier et de son épouse Maria Feodorovna lors de leur séjour à Paris en 1782.
L'hôtel de Lévis est un des principaux lieux où se déroule le roman L'Enquête russe (2012).